# Sicyoniidae
Famille
Sicyoniidae est une famille de crustacés décapodes dont les représentants ressemblent à des crevettes.
Elle a été créée par Arnold Edward Ortmann (1863-1927) en 1898.

## Liste des genres
- Sicyonia H. Milne Edwards, 1830